# Presa de San Franco
Presa de San Franco är en ort i Mexiko.   Den ligger i kommunen San Diego de la Unión och delstaten Guanajuato, i den centrala delen av landet, 290 km nordväst om huvudstaden Mexico City. Presa de San Franco ligger 2 148 meter över havet och antalet invånare är 367.
Terrängen runt Presa de San Franco är kuperad åt nordväst, men åt sydost är den platt. Runt Presa de San Franco är det ganska glesbefolkat, med 31 invånare per kvadratkilometer. Närmaste större samhälle är San Diego de la Unión, 8,1 km öster om Presa de San Franco. Omgivningarna runt Presa de San Franco är i huvudsak ett öppet busklandskap.